# Ditionito di sodio
Il ditionito di sodio (o idrosolfito di sodio) è un sale di sodio dell'acido ditionoso.
A temperatura ambiente si presenta come un solido bianco dall'odore pungente. È un composto nocivo e si può incendiare spontaneamente.

## Sintesi
A livello industriale viene preparato in diversi modi.
Processo con polvere di zinco:
Zn + 2SO2 → ZnS2O4
ZnS2O4 + 2NaOH → Zn(OH)2 + Na2S2O4
Processo al formiato:
HCOONa + 2SO2 + NaOH → Na2S2O4 + CO2 + H2O
Processo al tetraidroborato di sodio:
NaBH4 + 8NaOH + 8SO2 → 4Na2S2O4 + NaBO2 + 6H2O

## Utilizzi
Per le sue proprietà riducenti viene usato nell'industria tessile e cartaria e nella sintesi del sodio formaldeide solfossilato. Per problematiche di natura ambientale ha sostituito da tempo il ditionito di zinco.
È rarissimamente usato come rivelatore fotografico, anche se tende a ridurre la rapidità della pellicola e a produrre un forte velo se usato per troppo tempo o in soluzione troppo acida. È possibile usarlo solo nelle emulsioni non cromatizzate.